# Sengletus
Sengletus là một chi nhện trong họ Linyphiidae.